# 迪涅莱班区
迪涅莱班区（法語：Arrondissement de Digne-les-Bains）是法国上普罗旺斯阿尔卑斯省所辖的一个区。总面积1574.02平方公里，总人口47620，人口密度30人/平方公里（2017年）。主要城镇为迪涅莱班。

## 辖区
迪涅莱班区辖有46个市镇。